# S-trein Charleroi

De S-trein Charleroi is een voorstadsnet in en rond de Belgische stad Charleroi. Het werd opgericht op 3 september 2018 toen vroegere L-treinen hernoemd werden naar S-treinen en lijnnummers kregen.

## Netwerk
Het S-netwerk van Charleroi bestaat anno 2022 uit vijf lijnen:

De S19 maakt eveneens deel uit van het Gewestelijk ExpresNet van Brussel. Vanaf 11 december 2022 rijdt de S63 trein verder naar Maubeuge in Frankrijk.
| Serie | Treinsoort               | Route                                                                                                  | Bijzonderheden                                                                            |
| ----- | ------------------------ | --- | ----------------------------------------------------------------------------------------- |
| S 19  | GEN (NMBS)               | [ Leuven – ] Brussels Airport-Zaventem – Brussel-Luxemburg – Eigenbrakel – Nijvel – Charleroi-Centraal | Rijdt in het weekend tussen Leuven en Nijvel.                                             |
| S 61  | S-trein Charleroi (NMBS) | Waver – Charleroi-Centraal – Jambes                                                                    | Rijdt in de week 2×/u tussen Jambes - Charleroi-Centraal.                                 |
| S 62  | S-trein Charleroi (NMBS) | Luttre – Manage – La Louvière-Centrum – Charleroi-Centraal                                             | Rijdt in het weekend tussen La Louvière-Centrum en Charleroi-Centraal.                    |
| S 63  | S-trein Charleroi (NMBS) | Charleroi-Centraal – Erquelinnes – Maubeuge                                                            | Tijdens de spits extra ritten Charleroi-Centraal-Erquelinnes. Rijdt in het weekend 1×/2u. |
| S 64  | S-trein Charleroi (NMBS) | Charleroi-Centraal – Couvin                                                                            | Rijdt in het weekend 1×/2u.                                                               |

## Rollend materieel
Op lijn S61, S62 en S63 wordt er gereden met MS08-treinstellen, MS75-treinstellen en MS96-treinstellen. Op de lijn S64 worden MW41-treinstellen ingezet, aangezien spoorlijn 132 en spoorlijn 134 niet geëlektrificeerd zijn.